# حمام خانی فرادنبه
حمام خانی فرادنبه مربوط به دوره قاجار است و در شهرستان بروجن، بخش مرکزی، فرادنبه، بلوار مدرس واقع شده و این اثر در تاریخ ۷ خرداد ۱۳۸۷ با شمارهٔ ثبت ۲۲۹۶۰ به‌عنوان یکی از آثار ملی ایران به ثبت رسیده است.